# Pilar Brabo Castells
Pilar Brabo Castells (castellà: Pilar Brabo)  (Madrid, 28 de febrer de 1943 - Madrid, 21 de maig de 1993) va ser una política i física espanyola, valenciana d'origen madrileny, militant antifranquista des de la seva estada a la universitat, membre del Partit Comunista d'Espanya i, després, del Partit Socialista Obrer Espanyol, va arribar a estar a la presó en catorze ocasions durant la dictadura. Després de la recuperació de les llibertats públiques, va ser diputada al Congrés i governadora civil.

## Biografia
Va ingressar en la Facultat de Ciències Físiques de la Universitat Complutense de Madrid, on va completar els quatre primers cursos de la carrera, destacant com a lluitadora antifranquista. L'any 1964 es va afiliar a la Federació Universitària Democràtica Espanyola. Se li va incoar expedient en 1966, traslladant-se a Barcelona on va acabar la seva llicenciatura.
Va ingressar en el Partit Comunista d'Espanya en 1965, i el 1968 en va ser escollida integrant del Comite Central. Organitzà l'oposició a les aules de la Universitat, raó per la qual fou empresonada sovint (7 mesos el 1974). Fou un dels set dirigents comunistes detinguts amb Santiago Carrillo Solares el 22 de desembre de 1976, fet que forçaria Adolfo Suárez a legalitzar el PCE.

## Trajectòria política
Durant la Transició va destacar la seva activitat al País Valencià, sent escollida dos cops diputada pel PCE al Congrés per la circumscripció electoral d'Alacant a les eleccions de 1977 i 1979. En el Congrés dels Diputats destacà per les seves intervencions en qüestions educatives i formà part com a vocal de la Comissió d'Incompatibilitats, de la de Cultura (Secretària Primera) i la d'Educació. També va ser membre del Consell Rector de RTVE.
Així mateix va ser nomenada membre del Comitè Executiu del PCE. En 1978 ja era membre del Comitè Central, del Comitè Executiu, de la Comissió Permanent i del Secretariat. En la seva etapa com a militant comunista va exercir els càrrecs de secretària de Relacions entre el PCE i la Unió de Joventuts Comunistes i posteriorment de Premsa, Publicacions i Propaganda.
La crisi del Partit Comunista d'Espanya, motivada per l'enfrontament entre el sector renovador -en el que ella militava-, que pretenia un acostament al PSOE i aprofundir en la línia de l'eurocomunisme, tant políticament com organitzativat, i la postura oficial de la direcció encapçalada per Santiago Carrillo, va provocar la seva sortida de la direcció del Partit Comunista del País Valencià (PCPV) i la seva expulsió del Comitè Central del PCE a la fi de 1981.
Es va dedicar aleshores a la sociologia electoral i a l'abril de 1986 es va afiliar al Partit Socialista Obrer Espanyol,, mercè la seva amistat amb Ludolfo Paramio, Fernando Claudín i José María Maravall, encara que no va tornar a ser candidata en les successives eleccions. En 1987 va ser nomenada Governadora Civil de Castelló i després, en 1988, Directora General de Protecció Civil (Ministeri de l'Interior) on va organitzar el nou departament dotant-lo de competències. Va exercir aquest càrrec fins a la seva mort, provocada per un càncer